# Voici l'homme
Ne doit pas être confondu avec Ecce homo.
Voici l'homme (titre original : Behold the Man) est un roman de science-fiction écrit par Michael Moorcock, publié en 1969.

## Publications

### Publications aux États-Unis
Le récit a d'abord été publié sous la forme d'un roman court dans le magazine New Worlds en 1966 qui a obtenu le prix Nebula du meilleur roman court (Nebula Award for Best Novella) 1967. 
Michael Moorcock l'a ensuite étendu pour en faire un roman publié en 1969 chez Allison & Busby.

### Publications en France
Le roman a été traduit en langue française par Martine Renaud et Pierre Versins aux éditions La proue - La Tête de feuilles, collection Outrepart no 3, au premier trimestre 1972.
Il a été ensuite publié aux éditions Édito-Service en 1974, puis aux éditions Le Livre de poche en 1977.
Il a enfin été publié en 2001 en 185 pages aux éditions L'Atalante avec la même traduction de Martine Renaud et Pierre Versins et une couverture montrant une œuvre de Salvador Dalí, Corpus hypercubus, présentant Jésus-Christ crucifié sur le patron tridimensionnel d'un hypercube.

## Composition du roman
Le roman est implicitement divisé en trois parties de longueurs inégales. La première partie, la plus longue, comprend ainsi la moitié des pages tandis que la deuxième partie ne compose qu'un septième de l'ouvrage.
La narration n'est pas linéaire et alterne les événements que vit le héros dans l'Antiquité avec sa vie passée au XXe siècle.
L'ouvrage est dédié à Tom Disch.

## Distinction / hommage
L'auteur s'est vu attribuer le prix Nebula du meilleur roman court 1967 pour le roman.

## Résumé

### Années antérieures au voyage temporel
Karl Glogauer a eu une enfance assez triste ; il a été victime des adultes lors de vacances en camp de scoutisme ; il a été battu étant jeune par d'autres jeunes qui se moquaient de son physique et de son nom de famille (« sale juif »). Adolescent et au début de sa vie adulte, il a eu des difficultés avec les jeunes filles et les femmes. Par la suite il a suivi des études de médecine et est devenu psychiatre. Il a rencontré Monica, avec laquelle il a eu une longue liaison ambivalente et compliquée.
Un de ses amis, Sir James Headington, a conçu une machine à voyager dans le temps. Le jour où Monica annonce à Karl qu'elle vit depuis quelques semaines une liaison avec une femme, il décide de renoncer à sa vie actuelle et de proposer à Headington de tester son engin. Le savant accepte, mais Karl exige de pouvoir choisir le lieu et la date de destination ; le savant accepte encore.
C'est ainsi qu'en 1970 Karl décide de se rendre dans la Judée du Ier siècle pour y rencontrer Jésus et le voir enseigner et prêcher. Bien qu'agnostique, Karl a en effet toujours été attiré par le christianisme et son aspect mystique.

### Avec les Esséniens
Il utilise donc la machine d'Headington et se retrouve effectivement en l’an 28, près du Jourdain. Il est accueilli par des Esséniens, et notamment par Jean le Baptiste, qui immédiatement voit en lui un homme d'exception. Karl, qui avait appris l'araméen et le latin, parvient à se faire comprendre : il explique qu'il recherche un dénommé Jésus. Sur la question de Jean-Baptiste, il déclare se nommer Emmanuel.
Pendant une année entière Karl reste avec Jean-Baptiste et les Esséniens, parfaisant sa connaissance de la langue et des us et coutumes hébraïques. Personne dans la petite communauté ne semblant connaître ou n’avoir entendu parler d'un Jésus qui serait prêcheur, il décide de se rendre à Nazareth et de rencontrer Jésus, ou du moins ses parents Joseph et Marie si d'aventure Jésus n'était pas joignable.

### Rencontre avec Jésus, Marie, Joseph
Karl se met en route, mais le voyage est long et difficile. N'ayant aucun argent ni aucune nourriture, il parcourt les chemins en mendiant, demandant aux passants de quoi subsister. Les gens, durant son trajet, le prennent au mieux pour un prophète, au pire (et cela est très fréquent) pour un fou.
Après un long trajet pénible, il parvient enfin à Nazareth. Il s'enquiert auprès de diverses personnes afin de trouver une famille dont le père de famille s'appellerait Joseph, charpentier, ayant pour épouse une dénommée Marie et un fils ayant pour nom Jésus. On lui désigne une maison. Il s'y rend et fait la connaissance de Joseph, un sympathique charpentier, qui lui indique que Marie et Jésus (« Ce vaurien ; qu'a-t-il fait encore ? ») se trouvent à l'intérieur de la petite maison d'habitation. Karl se présente à Marie qui « était grande et commençait à engraisser », et demande à rencontrer Jésus. La femme appelle son fils, qui est décrit de la manière suivante : « La silhouette était pitoyable. Il avait sur le dos une grosse bosse et louchait de l'œil gauche. Son visage était vide, stupide. Il y avait un peu de bave sur les lèvres ». Le Jésus historique, fils de Marie et Joseph, est un adolescent malade mental… Totalement stupéfait par sa découverte, Karl quitte les lieux. Il revient à la maison de la famille le soir ; Joseph est absent ; Marie séduit Karl et tous deux ont une relation sexuelle… La scène se termine sur la vision qu'a Karl, alors qu'il a la relation sexuelle avec Marie, du visage de « l'idiot se ten[ant] sur le pas de la porte, les regardant, de la bave pendant à son menton, un sourire distrait sur le visage ». C'est d'ailleurs sur cette phrase que se clôt la deuxième partie du roman.

### Sort de Karl
Karl a compris qu'aucun Jésus ne viendrait prêcher et ne serait crucifié. Il constate aussi que sa machine temporelle est totalement irréparable et qu'il est bloqué en pleine Antiquité. Que faire alors ? 
Il décide de prendre la place vacante : il sera le Jésus historique, diffusera l'enseignement christique et vivra sa Passion. Mettant son projet à exécution, il parcourt la Galilée et la Judée, prêchant ici et là, rassemblant autour de lui des fidèles, les choisissant de manière qu'ils soient exactement douze, dont l’un s'appelle Judas.
Quand vient la Pâque juive, il se rend à Jérusalem, et fait ce que le Jésus du Nouveau Testament est réputé avoir fait : il se rend au Temple, prêche, se rend au Mont des Oliviers, pratique la dernière Cène. Karl ordonne à Judas de se rendre chez Ponce Pilate et d'annoncer au gouverneur romain que « Jésus » est un dangereux perturbateur qu'il faut arrêter. Par la suite, une fois arrêté, Karl se laisse condamner sans se défendre ; il a même demandé à certains apôtres de corroborer les accusations.
Karl-Jésus est condamné à mort, et doit être exécuté par crucifixion. Emmené au Mont Golgotha, il est donc crucifié, et Karl est étonné de constater qu'il est seul à être crucifié (il n'y a pas « deux autres larrons » comme indiqué dans la Bible).
Le roman se termine par ces deux phrases : « Plus tard, après que son corps eut été volé par les serviteurs de quelques médecins qui croyaient qu'on pourrait lui découvrir des vertus spéciales, il y eut des rumeurs disant qu'il n'était pas mort. Mais le cadavre pourrissait déjà dans les salles de dissection des médecins pour être bientôt détruit. »